# Astrapia stephaniae
L'astrapia della Principessa Stefania (Astrapia stephaniae (Finsch & Meyer, 1885)) è un uccello passeriforme della famiglia Paradisaeidae.

## Descrizione

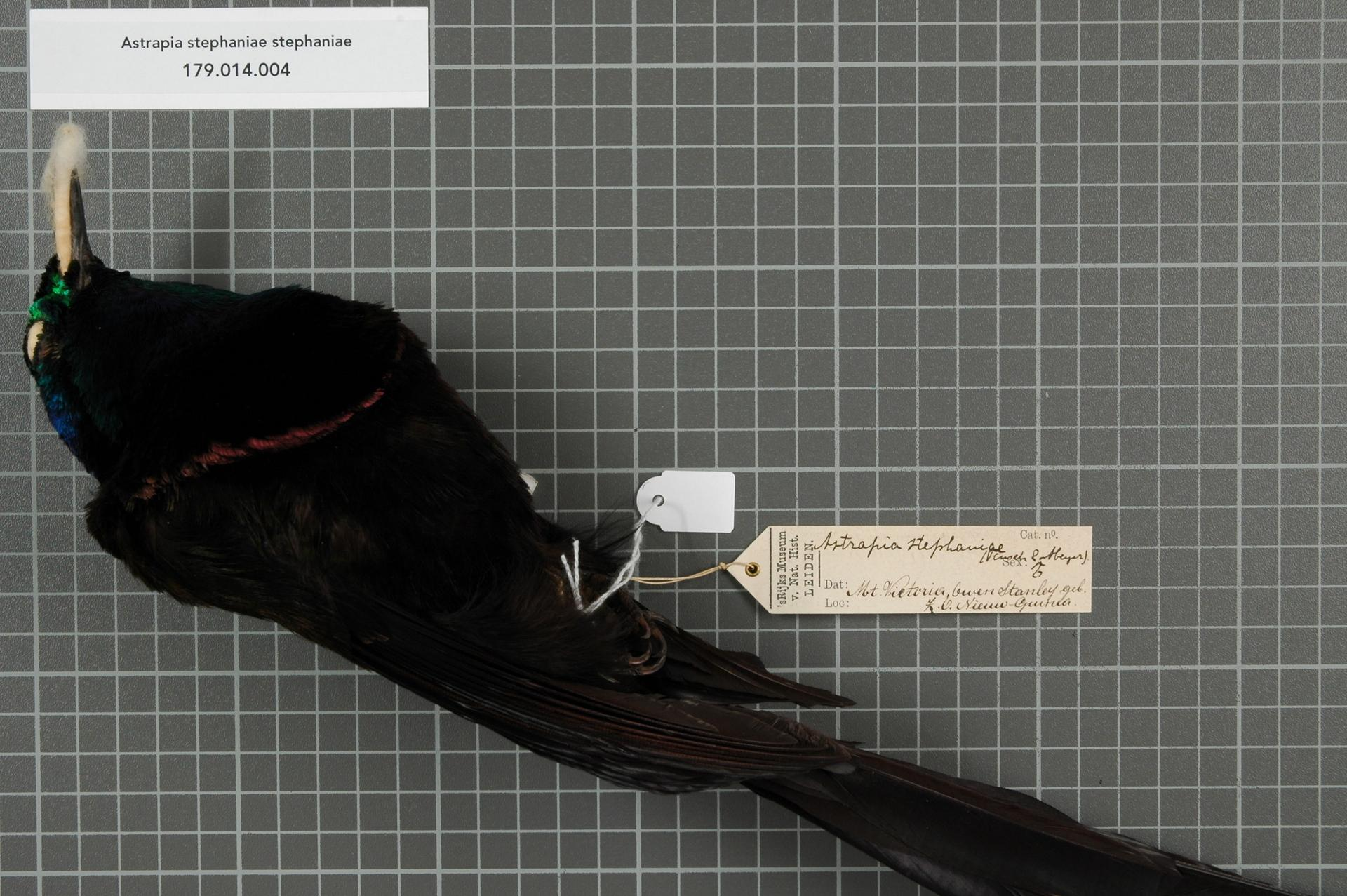
Maschio impagliato.

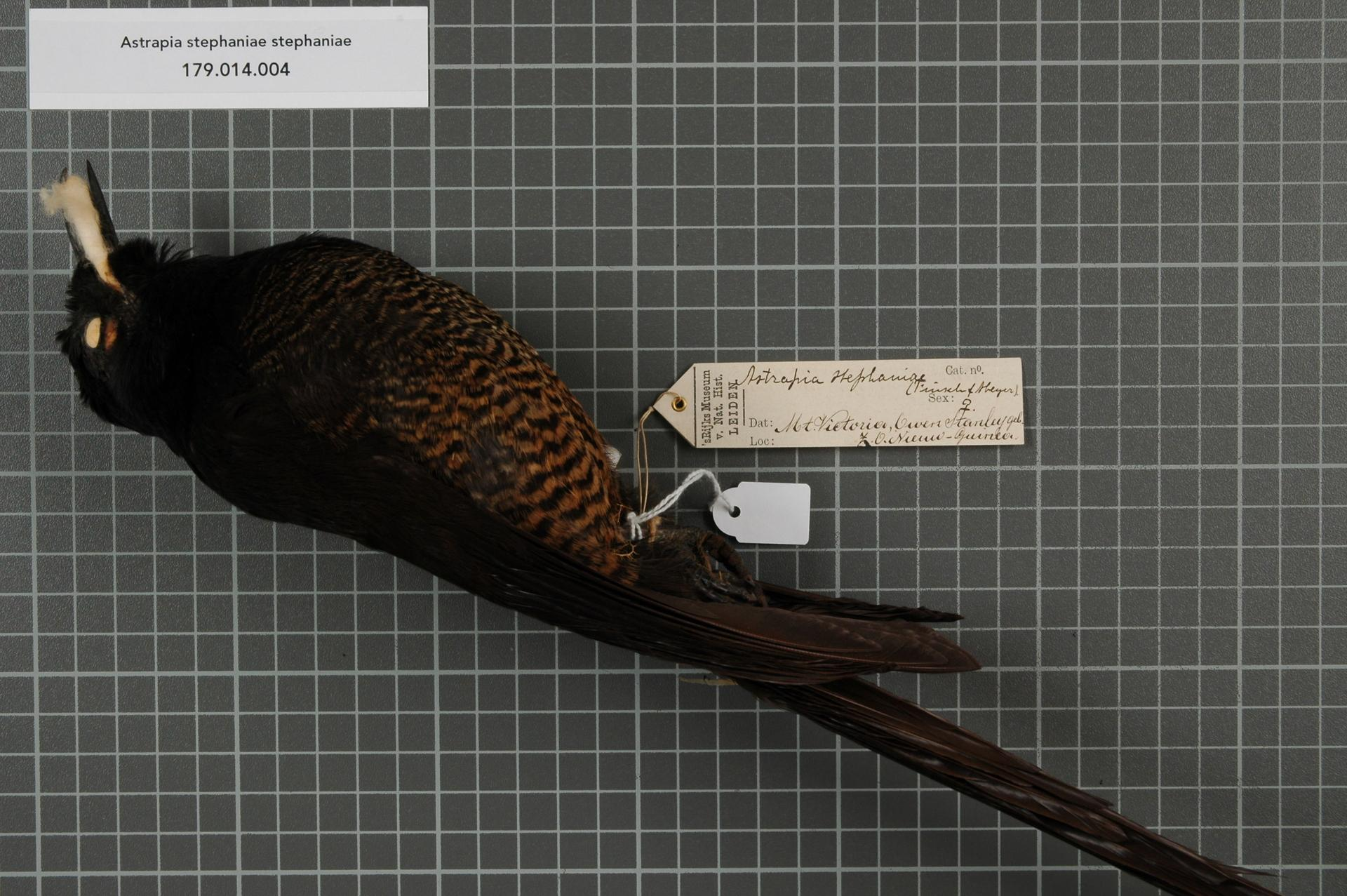
Femmina impagliata.

### Dimensioni
Misura 37 cm di lunghezza, per 123-169 g di peso: a questa misura va aggiunta la coda, lunga circa 20 cm nelle femmine e fin quasi mezzo metro nei maschi.

### Aspetto
A prima vista, la paradisea della Principessa Stefania può ricordare un quetzal, per i colori iridescenti, la lunga coda e la testa arrotondata.

Come in quasi tutti gli uccelli del paradiso, anche in questa specie è presente un forte dicromatismo sessuale: le femmine, infatti, presentano testa, petto e dorso di colore bruno scuro, mentre le penne delle ali e della coda sono di color nocciola e quelle del ventre sono beige con orlo più scuro, a dare un effetto marmorizzato. I maschi, invece, presentano testa e gola di colore verde iridescente, con presenza di una mascherina scura fra becco e occhi che si continua fino al foro auricolare e alla nuca in una sfumatura bluastra: anche la parte inferiore della gola presenta decise sfumature di colore azzurro iridescente. La nuca, le ali e il resto del corpo sono di colore nero sericeo, più bruno sul ventre, con riflessi metallici purpurei osservabili specialmente nella zona dorsale e sulle due lunghissime penne rettrici della coda, e con presenza di una sottile banda di colore arancio che percorre orizzontalmente il petto. In ambedue i sessi il becco e le zampe sono di colore nero, mentre gli occhi sono bruni.

## Biologia
Si tratta uccelli dalle abitudini diurne e perlopiù solitare, che passano la maggior parte della giornata alla ricerca di cibo fra i rami della canopia, pronti a rifugiarsi nel folto della vegetazione al minimo segnale di pericolo.

### Alimentazione
L'astrapia della Principessa Stefania è un uccello essenzialmente frugivoro, che basa la propria dieta sui frutti di Schefflera: non disdegna però anche altre varietà di frutti maturi, così come di nustrirsi anche di piccoli invertebrati reperiti fra i rampicanti.

### Riproduzione
La stagione riproduttiva si protrae fra maggio e dicembre, con picchi delle nascite osservabili durante la stagione secca: i maschi si esibiscono in lek di 2-5 individui, che si esibiscono ciascuno su una propria serie di posatoi (accuratamente scelti e ripuliti per l'occasione), saltellando di ramo in ramo, tenendo le penne della testa arruffate, le ali aperte verso il basso e le penne della coda più erette possibile, nel tentativo di attrarre a sé ed accoppiarsi ciascuno col maggior numero possibile di femmine. Dopo l'accoppiamento, la femmina si occupa in completa solitudine della costruzione del nido (a forma di coppa, situato alla biforcazione secondaria di un ramo e costruito intrecciando rametti e foderando l'interno con materiale vegetale più soffice), della cova delle uova (che sono uno o due e schiudono dopo circa tre settimane) e dell'allevamento dei pulli, che sono pronti per involarsi a circa un mese dalla schiusa.

## Distribuzione e habitat
Questa specie è endemica della Nuova Guinea, dove occupa le zone montuose della porzione centro orientale dell'isola: è infatti possibile osservarla sui monti Owen Stanley, ma si spinge ad ovest fino al monte Hagen, nella regione delle Terre Alte.
L'habitat della paradisea della Principessa Stefania è rappresentato dalle aree di foresta pluviale e foresta nebulosa collinare, subalpina e montana, anche secondaria.

## Tassonomia

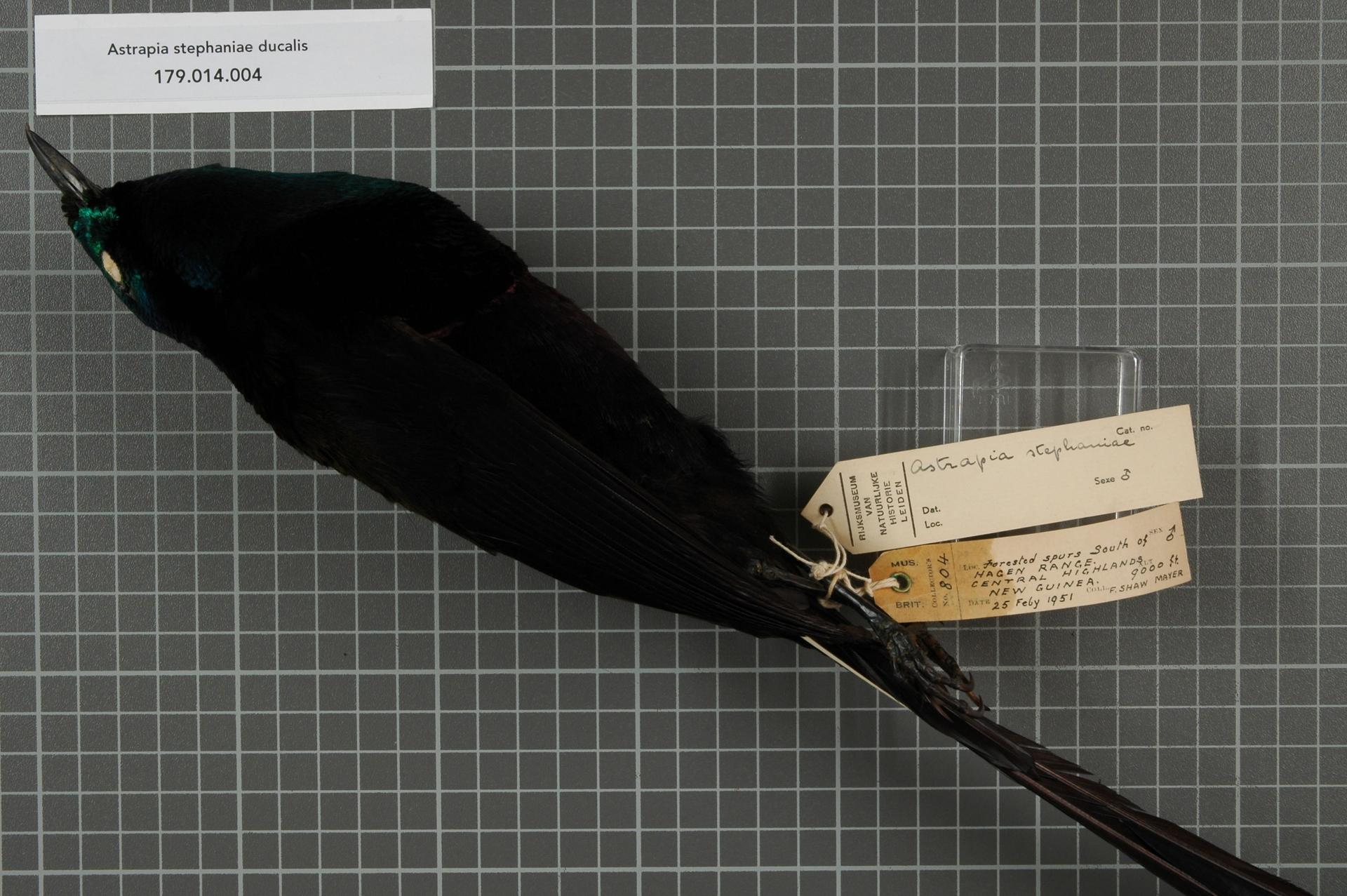
Maschio impagliato della presunta sottospecie ducalis.

Scoperta da Carl Hunstein nel 1884 e classificata da Finsch e Meyer col nome di Astrarchia barnesi, ed in seguito spostata nel genere Astrapia, l'astrapia della Principessa Stefania presenta due sottospecie:
- Astrapia stephaniae stephaniae, la sottospecie nominale, diffusa nella porzione sud-orientale dell'areale;
- Astrapia stephaniae feminina Neumann, 1922, diffusa lungo il versante nord dei monti Bismarck;

Alcuni autori riconoscerebbero una terza sottospecie, Astrapia stephaniae ducalis del sud della provincia di Morobe.
Sia il nome comune che il nome scientifico di questa specie vennero scelti in omaggio alla principessa Stefania del Belgio, moglie dell'arciduca d'Austria Rodolfo d'Asburgo-Lorena (al quale venne a sua volta dedicato un altro uccello del paradiso, la paradisea dell'Arciduca Rodolfo).
Nelle aree in cui l'areale dell'astrapia della Principessa Stefania si sovrappone a quello dell'affine astrapia festonata, le due specie si incrociano senza problemi, dando vita a ibridi un tempo classificati come specie a sé stante, col nome di Astrapia barnesi >Iredale, 1948.